# Groupe d'Aldabra
Ne doit pas être confondu avec Aldabra.
Le groupe d'Aldabra, aussi appelé îles d'Aldabra, en anglais Aldabra Group et Aldabra Islands, est un archipel inhabité des Seychelles dans l'océan Indien.

## Géographie
Le groupe d'Aldabra est situé dans l'Ouest des Seychelles et des îles Extérieures. Il est distant d'environ 1 000 kilomètres de Mahé, l'île principale du pays située en direction du nord-est.
L'archipel est composé de quatre atolls qui comptent 66 îlots au total dont 64 répartis sur deux atolls : Aldabra et Cosmoledo, Astove et Assomption ne comptant qu'une île chacun. L'archipel est inhabité ; une station de recherche se trouve sur l'île Picard à Aldabra et des campements abandonnés sur l'île Astove et l'île Menai de Cosmoledo.
| Nom                 | Superficie (km2) | Population | Densité (hab/km2) |
| ------------------- | ---------------- | ---------- | ----------------- |
| Aldabra             | 155              | 0          | 0                 |
| Île de l'Assomption | 11,07            | 7          | 0,63              |
| Île Astove          | 4,96             | 0          | 0                 |
| Cosmoledo           | 5,2              | 0          | 0                 |
| Groupe d'Aldabra    | 176,23           | 7          | 0,04              |